# Pachydactylus atorquatus
Pachydactylus atorquatus là một loài thằn lằn trong họ Gekkonidae. Loài này được Bauer & Barts & Hulbert mô tả khoa học đầu tiên năm 2006.